# Polistes bituberculatus
Polistes bituberculatus är en getingart som beskrevs av François du Buysson 1905. Polistes bituberculatus ingår i släktet pappersgetingar, och familjen getingar. Inga underarter finns listade i Catalogue of Life.